# Claudine Brohet
Claudine Brohet (1965. április 23. –) belga nemzetközi labdarúgó-játékvezető.

## Pályafutása
A KBVB Játékvezető Bizottsága (JB) minősítésével Tweede Klasse, majd a Jupiler League játékvezetője. Küldési gyakorlat szerint rendszeres 4. bírói, illetve alapvonalbírói szolgálatot is végzett. A nemzeti női labdarúgó bajnokságban kiemelkedően foglalkoztatott bíró. A nemzeti játékvezetéstől 2011-ben visszavonult.
A Belga labdarúgó-szövetség JB terjesztette fel nemzetközi játékvezetőnek, a Nemzetközi Labdarúgó-szövetség (FIFA) 2000-től tartotta nyilván női bírói keretében. A FIFA JB központi nyelvei közül az angolt beszéli. Több nemzetek közötti válogatott (Női labdarúgó-világbajnokság, Női labdarúgó-Európa-bajnokság), valamint Női UEFA-kupa klubmérkőzést vezetett, vagy működő társának 4. bíróként segített. A  nemzetközi játékvezetéstől 2011-ben búcsúzott. Vezetett kupadöntők száma: 1.
A 2003-as női labdarúgó-világbajnokságon, a 2007-es női labdarúgó-világbajnokságon, valamint a 2011-es női labdarúgó-világbajnokságon a FIFA JB játékvezetőként alkalmazta. Selejtező mérkőzéseket az UEFA zónában irányított. 2007. január 11-én a FIFA JB előzetesen kijelölte a világbajnokság UEFA zóna lehetséges játékvezetőit. Az ellenőrző vizsgálatok után már nem szerepelt  a listán.
| Időpont              | Helyszín                                       | Mérkőzés típusa                     | Mérkőzés                                     | Eredmény | Nézők száma |
| -------------------- | ---------------------------------------------- | ----------------------------------- | -------------------------------------------- | -------- | ----------- |
| 2001. november 24.   | Complexo Desportivo Stadion, Gafanha da Nazaré | (2003 vb) előselejtező (4. csoport) | Portugália–Anglia                            | 1 – 1    |             |
| 2005. november 2.    | Városi Stadion, Sesto al Reghena               | (2007 vb) előselejtező (1. csoport) | Olaszország–Szerbia és Montenegró            | 6 – 0    |             |
| 2006. június 4.      | Pod Lipou Stadion, Roudnice nad Labem          | (2007 vb) előselejtező (2. csoport) | Csehország–Portugál női labdarúgó-válogatott | 6 – 0    |             |
| 2010. március 27.    | Mirko Vučurević Stadion, Törzsudvarnok         | (2011 vb) előselejtező (1. csoport) | Szerb női labdarúgó-válogatott–Izland        | 0 – 2    |             |
| 2010. június 23.     | Skagerak Arena Stadion, Skien                  | (2011 vb) előselejtező (2. csoport) | Norvégia–Fehéroroszország                    | 3 – 0    |             |
| 2010. augusztus 25.  | Városi Stadion, Krasznoarméjszk                | (2011 vb) előselejtező (6. csoport) | Oroszország–Kazahsztán                       | 8 – 0    |             |
| 2010. szeptember 12. | New Meadow Stadion, Shrewsbury                 | (2011 vb) előselejtező rájátszás    | Angol női labdarúgó-válogatott–Svájc         | 2 – 0    |             |

A 2001-es női labdarúgó-Európa-bajnokságon, a 2005-ös női labdarúgó-Európa-bajnokságon, illetve a 2009-es női labdarúgó-Európa-bajnokságon az UEFA JB játékvezetőként foglalkoztatta. 
| Időpont            | Helyszín                          | Mérkőzés típusa                     | Mérkőzés                                                         | Eredmény | Nézők száma |
| ------------------ | --------------------------------- | ----------------------------------- | ---------------------------------------------------------------- | -------- | ----------- |
| 2000. március 3.   | Carrow Road, Norwich              | (2001 eb) előselejtező (2. csoport) | Angol női labdarúgó-válogatott–Norvég női labdarúgó-válogatott   | 0 – 3    | 5142        |
| 2000. november 22. | Városi Stadion, Portalegre        | (2001 eb) rájátszás                 | Portugál női labdarúgó-válogatott–Olasz női labdarúgó-válogatott | 1 – 0    |             |
| 2001. június 27.   | Ernst Abbe Sportfield, Jéna       | csoportmérkőzés (A. csoport)        | Svédország–Angol női labdarúgó-válogatott                        | 4 – 0    | 1000        |
| 2001. július 1.    | Städtisches Waldstadion, Aalen    | csoportmérkőzés (B. csoport)        | Dánia–Norvég női labdarúgó-válogatott                            | 1 – 0    | 3000        |
| 2003. július 9.    | Hietalahti Stadion, Vaasa         | (2005 eb) előselejtező (1. csoport) | Finnország–Olasz női labdarúgó-válogatott                        | 1 – 1    | 2340        |
| 2003. november 15. | Jassim Bin Hamad Stadion, Quimper | (2005 eb) előselejtező (3. csoport) | Franciaország–Lengyelország                                      | 7 – 1    | 3948        |
| 2004. február 7.   | Városi Stadion, Albufeira         | (2005 eb) előselejtező (4. csoport) | Portugál női labdarúgó-válogatott–Németország                    | 0 – 11   |             |
| 2004. november 10. | Egilshöll, Reykjavík              | (2005 eb) előselejtező rájátszás    | Izlandi női labdarúgó-válogatott–Norvég női labdarúgó-válogatott | 2 – 7    |             |
| 2007. november 25. | New Meadow, Shrewsbury            | (2009 eb) előselejtező (1. csoport) | Angol női labdarúgó-válogatott–Spanyolország                     | 1 – 0    | 8753        |
| 2006. június 25.   | Carlisle Grounds, Bray            | (2009 eb) előselejtező (2. csoport) | Írország–Svéd női labdarúgó-válogatott                           | 0 – 5    |             |
| 2008. október 30.  | Jurij Gagarin Stadion, Csernyihiv | (2009 eb) előselejtező rájátszás    | Ukrajna–Szlovénia                                                | 2 – 0    |             |

Az UEFA JB küldésére több kupatalálkozó után vezette a Női UEFA-kupa döntőt.
| Időpont         | Helyszín                       | Mérkőzés típusa | Mérkőzés                 | Eredmény | Nézők száma |
| --------------- | ------------------------------ | --------------- | ------------------------ | -------- | ----------- |
| 2004. június 5. | Brentanobad Stadion, Frankfurt | döntő           | 1. FFC Frankfurt–Umeå IK | 0 – 5    | 9500        |

Aktív pályafutását befejezve az UEFA JB ellenőre.